# Kramatwegbrug

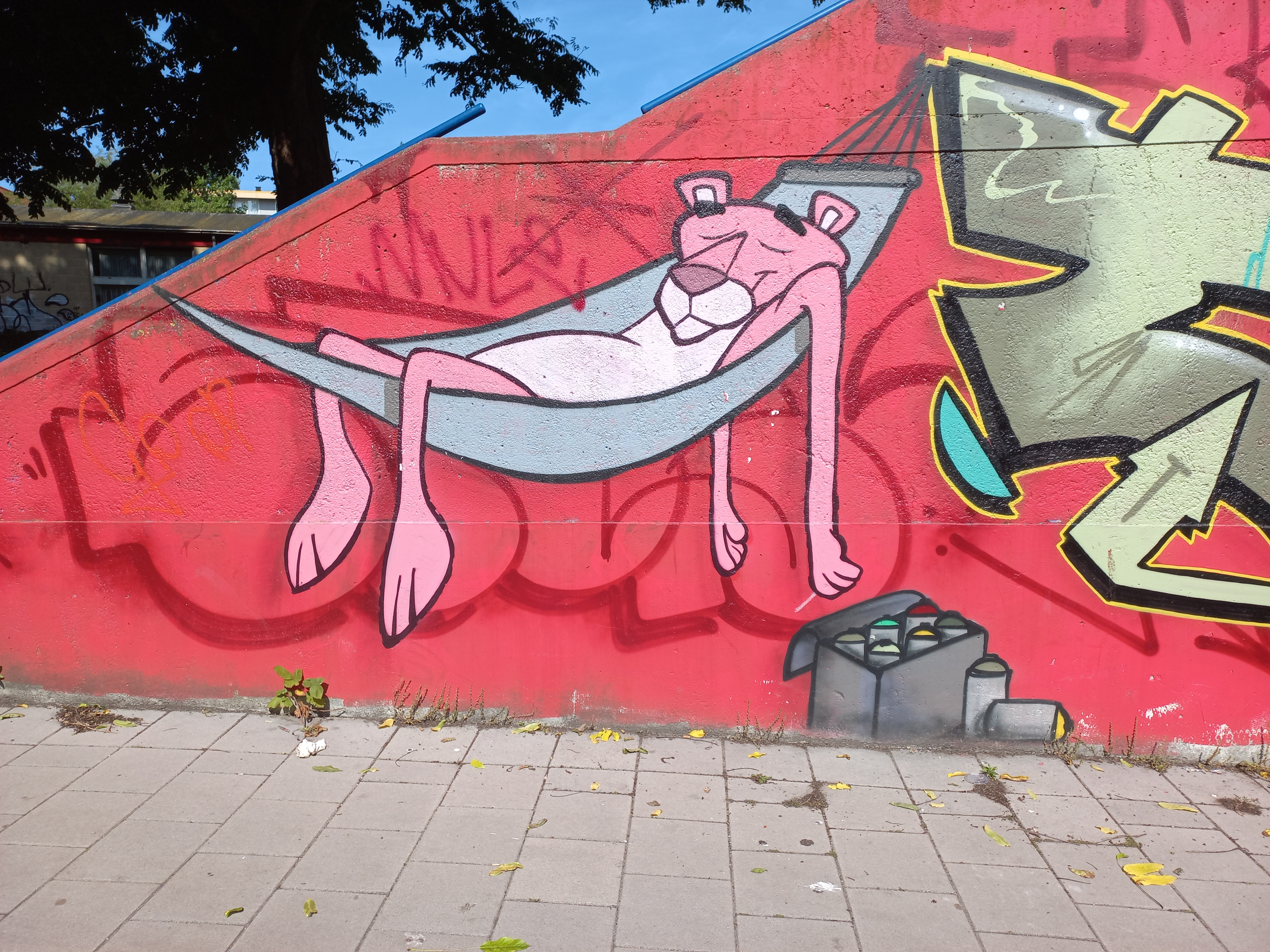
Muurschildering (juni 2025)

Kramatwegbrug (brug 459) is een kunstwerk in Amsterdam-Oost. Alhoewel genummerd als brug is het een viaduct.
Het viaduct is gelegen in de Kramatweg, dat hier een voet- en fietspad is. Ook het voet- en fietspad dat zij overspant heet de Kramatweg. Het maakt deel uit van het kruispunt waar de Zeeburgerdijk (vanuit west), Kramatweg (vanuit west), de Flevoweg (vanuit zuid) en Zuiderzeeweg samenkomen. Voor de voltooiing van de Rondweg Amsterdam maakte de doorgaande route Insulindeweg-Flevoweg-Zuiderzeeweg deel uit van de drukke verbinding tussen Amsterdam-Oost en Amsterdam-Noord via de Amsterdamsebrug en de Schellingwouderbrug. 
Tot zomer 1970 lag hier een gelijkvloerse kruising, ook wel Flevocircuit genoemd. In 1970 werd begonnen met de bouw van het toen grootste bejaardentehuis van Amsterdam, het Flevohuis. Ongeveer gelijktijdig werd het kruispunt aangepakt en werd er een scheiding doorgevoerd tussen langzaam (voetgangers/fietsers) en snel (gemotoriseerd) verkeer. Kortom de gehele omgeving ging op de schop. Verkeer inclusief buslijnen moest omgeleid worden. Pas in 1980 kwam er dit losliggende viaduct, dat aansluit op brug 462Vanaf dan konden de bewoners van de Indische buurt via het viaductenstelsel de drukke oversteken mijden en via de onderdoorgangen naar het Flevopark komen. Het viaduct is ontworpen door de architect Dirk Sterenberg werkend voor/bij de Dienst der Publieke Werken, terug te vinden in de destijds blauw gekleurde leuningen/balustraden tegenover wit beton.
De brug ging vanaf oplevering naamloos door het leven. In maart 2019 kreeg deze brug alsnog een vernoeming naar de weg die in de buurt ligt; de Kramatwegbrug. Tussen 2018 en 2025 kreeg de brug een muurschildering (graffiti-painting) in de hoedanigheid van de Pink Panther en inspecteur Clousseau. 
<<< · 400 · 401 · 402 · 403 · 404 · 405 · 406 · 407 · 408 · 409 · 410 · 411 · 413 · 414 · 415 · 416 · 417 · 418 · 419 · 420 · 421 · 422 · 423 · 424 · 425 · 427 · 429 · 430 · 431 · 432 · 433 · 434 · 435 · 436 · 437 · 438 · 439 · 440 · 441 · 442 · 443 · 444 · 445 · 446 · 447 · 448 · 449 · 450 · 451 · 452 · 453 · 454 · 455 · 456 · 457 · 458 · 459 · 460 · 461 · 462 · 463 · 464 · 465 · 466 · 469 · 470 · 471 · 472 · 473 · 474 · 475 · 476 · 478 · 479 · 480 · 482 · 483 · 485 · 486 · 487 · 488 · 489 · 490 · 491 · 492 · 493 · 494 · 495 · 496 · 497 · 499 · >>>
Brugnummers 412, 426, 428, 467, 468, 477, 481, 484 en 498 zijn niet (meer) vergeven.